# داونر (مینه‌سوتا)
داونر (به انگلیسی: Downer) یک منطقهٔ مسکونی در ایالات متحده آمریکا است که در مینه‌سوتا واقع شده‌است. داونر ۲۹۵٫۰۵ متر بالاتر از سطح دریا واقع شده‌است.